# Charles Kinney

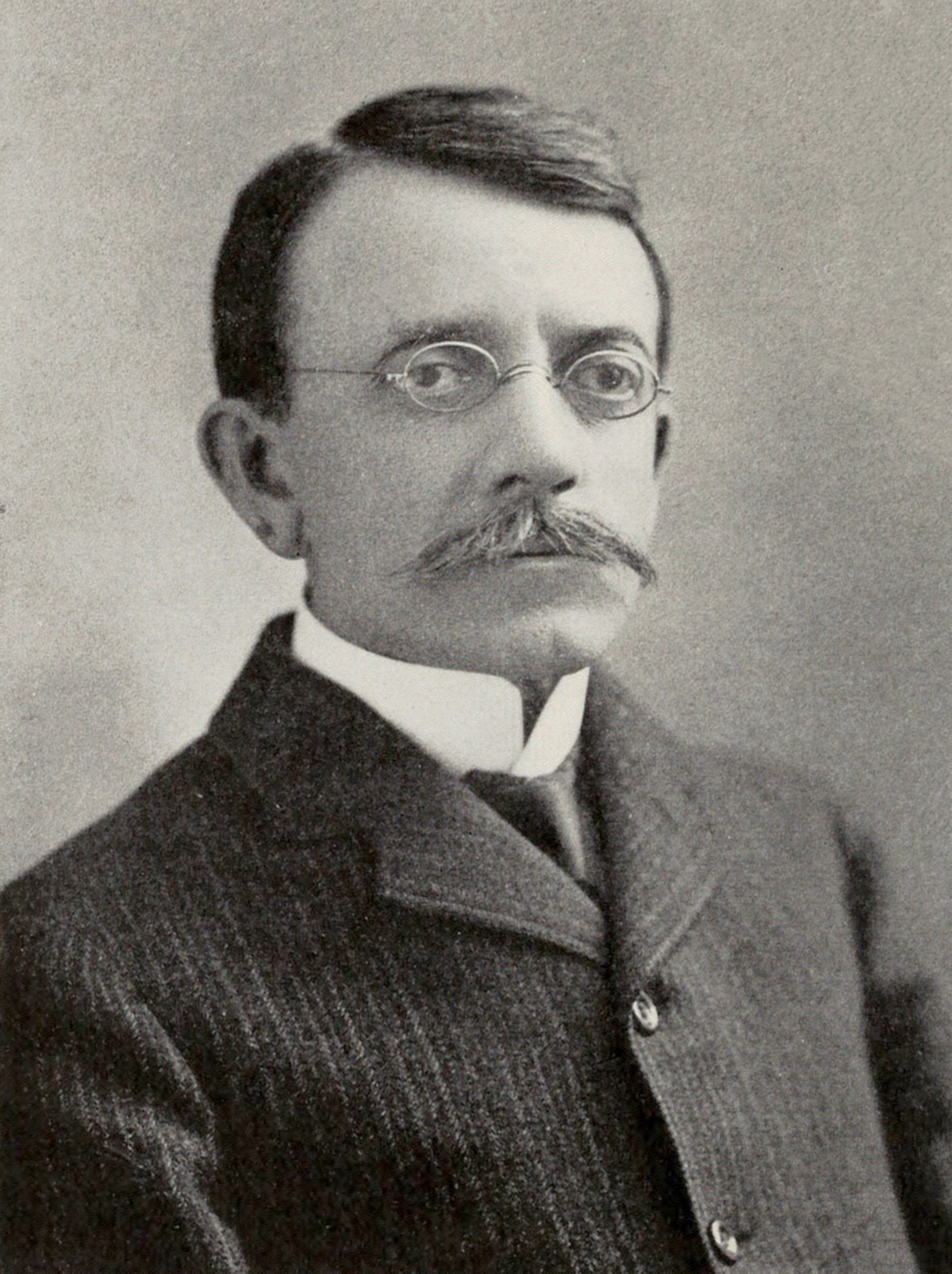
Charles Kinney

Charles Kinney (* 7. Juli 1850 in Springville, Kentucky; † 15. September 1918) war ein US-amerikanischer Drucker, Händler und Politiker (Republikanische Partei). Er war von 1897 bis 1901 Secretary of State von Ohio.

## Werdegang
Charles Kinney, Sohn von Elizabeth W. Cox und Charles W. Kinney, wurde ungefähr zwei Jahre nach dem Ende des Mexikanisch-Amerikanischen Krieges im Greenup County geboren und verbrachte dort seine Kindheit. Als sein Vater dann 1861 verstarb, zog er nach Columbus (Indiana), wo er bis 1872 sesshaft war. Kinney graduierte 1866 dort an der High School. Seine Schulzeit war vom Bürgerkrieg überschattet. Er ging dann bis zu seinem Umzug nach Portsmouth (Ohio) dem Druckerhandwerk nach. Nach seiner Ankunft war er vier Jahre lang als Händler tätig, bis er wieder seine Tätigkeit als Drucker aufnahm. 1877 wurde er zum Deputy Treasurer vom Scioto County ernannt – eine Stellung, welche er bis 1880 innehatte. Man wählte ihn dann 1883 zum Treasurer vom Scioto County. Kinney bekleidete den Posten vier Jahre lang. Er diente dann als Chief Clerk unter den Secretaries of State Daniel J. Ryan und Samuel McIntire Taylor. 1896 wurde er selbst zum Secretary of State gewählt und 1898 wiedergewählt. Nach dem Ende seiner zweiten Amtszeit widmete er sich dem Gesellschaftsrecht in Columbus. Er verstarb am 15. September 1918. Seine letzten Jahre waren vom Ersten Weltkrieg überschattet. Er wurde auf dem Greenlawn Cemetery in Portsmouth beigesetzt.

## Familie
Kinney heiratete am 8. Oktober 1879 Letitia Hammond Yoakley (1856–1921) aus Portsmouth. Das Paar hatte eine Tochter namens Lida.

## Werke
- 1911: Vagrant Verse